# Pearsonia mesopontica
Pearsonia mesopontica är en ärtväxtart som beskrevs av Roger Marcus Polhill. Pearsonia mesopontica ingår i släktet Pearsonia och familjen ärtväxter. Inga underarter finns listade i Catalogue of Life.